# Stenorrhynchos austrocompactum
Stenorrhynchos austrocompactum är en orkidéart som beskrevs av Eric Alston Christenson. Stenorrhynchos austrocompactum ingår i släktet Stenorrhynchos och familjen orkidéer. Inga underarter finns listade i Catalogue of Life.